# قسم خومة الريفي (مقاطعة أليغودرز)
قسم خومة الریفي (بالفارسية: دهستان خمه فرسش) هي قسم تقع في إيران في قسم. يقدر عدد سكانها بـ 4,445 نسمة .